# Gabriella Sznopek
Gabriella Sznopek (8 de mayo de 1980) es una deportista húngara que compitió en esgrima, especialista en la modalidad de sable.
Ganó dos medallas en el Campeonato Mundial de Esgrima, plata en 2002 y bronce en 2005, y una medalla de plata en el Campeonato Europeo de Esgrima de 2002.

## Palmarés internacional
| Campeonato Mundial | Campeonato Mundial | Campeonato Mundial | Campeonato Mundial |
| Año                | Lugar              | Medalla            | Prueba             |
| ------------------ | ------------------ | ------------------ | ------------------ |
| 2002               | Lisboa (Portugal)  | Medalla de plata   | Sable por equipos  |
| 2005               | Leipzig (Alemania) | Medalla de bronce  | Sable por equipos  |
| Campeonato Europeo |                    |                    |                    |
| Año                | Lugar              | Medalla            | Prueba             |
| 2002               | Moscú (Rusia)      | Medalla de plata   | Sable por equipos  |